# Anneau caténaire
En mathématiques, un anneau commutatif caténaire est un anneau qui intervient en géométrie algébrique.

## Définition
Un anneau commutatif {\displaystyle A} est dit caténaire si, pour toute paire d'idéaux premiers {\displaystyle p} et {\displaystyle q}, deux chaînes strictement croissantes
{\displaystyle p_{0}\subset p_{1}\subset \cdots \subset p_{n}}
d'idéaux premiers de longueur maximales  de {\displaystyle p=p_{0}} à {\displaystyle p_{n}=q} ont même longueur {\displaystyle n}. En géométrie algébrique, la dimension d'une variété algébrique attachée à un idéal premier diminue à mesure que l'idéal premier grandit et la longueur d'une telle chaîne est généralement la différence de dimensions.
Un anneau est appelé universellement caténaire si toutes les algèbres de type fini  sur de cet anneau sont des anneaux caténaires.
On a la chaîne d'inclusions suivante :
Anneau universellement catenaire {\displaystyle \supset } anneau de Cohen-Macaulay {\displaystyle \supset } anneau de Gorenstein {\displaystyle \supset } anneau d'intersection complète {\displaystyle \supset } anneau local régulier.

## Exemples
Presque tous les anneaux noethériens qui apparaissent en géométrie algébrique sont universellement caténaires. En particulier les anneaux suivants sont universellement caténaires :
- Anneaux locaux noethériens complets ;
- Anneaux locaux de Dedekind ;
- Anneaux de Cohen–Macaulay (et anneaux locaux réguliers) ;
- Une localisation d'un anneau universellement caténaire ;
- Une algèbre de type finie sur un anneau universellement caténaire.

Il est difficile de construire des exemples d'anneaux noethériens qui ne sont pas universellement caténaires. Le premier exemple a été donné par Masayoshi Nagata ( ; c'est un anneau local noethérien de dimension 2 qui est caténaire mais pas universellement caténaire. L'exemple est le suivant :

## Formule de dimension
Soit {\displaystyle A} soit un anneau noethérien intègre et soit {\displaystyle B} un anneau contenant {\displaystyle A} qui est finiment engendré sur {\displaystyle A}. Soit {\displaystyle P} est un idéal premier de {\displaystyle B} et soit {\displaystyle p} son intersection avec {\displaystyle A'} ; alors on a :
{\displaystyle h(P)\leq h(p)+\deg _{A}(B)-\deg _{\kappa (p)}(\kappa (P)).}
La formule de dimension des anneaux universellement caténaires dit qu'il y a égalité quand {\displaystyle A} est universellement caténaire. Ici {\displaystyle \kappa (P)} est le corps résiduel de {\displaystyle P} et {\displaystyle \deg } dénote le degré de transcendance (des corps quotients). L’égalité reste également vraie le cas particulier où {\displaystyle A}  n’est pas universellement caténaire, et {\displaystyle B=A[x_{1},\dots ,x_{n}]}.
Il est difficile de construire des exemples d'anneaux noethériens qui ne sont pas universellement caténaires. Le premier exemple a été donné par Masayoshi Nagata ; c'est un anneau local noethérien de dimension 2 qui est caténaire mais pas universellement caténaire.
L'exemple donné par Nagata est également un anneau quasi-excellent, et fournit donc un exemple d'anneau quasi-excellent qui n'est pas un anneau excellent .

## Articles liés
- Théorie des anneaux
- Anneau local
- Anneau commutatif
- Anneau de Cohen-Macaulay
- Anneaux locaux de Gorenstein